# Куртич, Эдис
Эдис Куртич (босн. Edis Kurtić; 14 сентября 1976, Бановичи, СФРЮ) — боснийский футболист, полузащитник.

## Биография
Родился в Бановичах, где и начинал профессиональную карьеру, играя за «Будочност». В начале 2001 года в возрасте 24 лет уехал играть в Россию за клуб «Торпедо-ЗИЛ», но не смог закрепиться в основном составе и проведя всего один матч за команду 1 апреля против «Зенита», выйдя на замену Эмину Агаеву на 79-й минуте встречи, уже на следующий год покинул Москву и вернулся на родину в клуб «Будучност». Завершил карьеру в низшем дивизионе в клубе «Жепче» из одноимённого города в 2013 году.